# Heike Kloss
Heike Kloss (* 12. Juli 1968 in Sulz am Neckar, Baden-Württemberg) ist eine deutsche Theater-, Musical- und Fernsehschauspielerin.

## Leben
Nach einem Tanztraining an der Schule von Alvin Ailey in New York City, absolvierte Kloss eine Musicalausbildung am Theater an der Wien und komplettierte ihre Fähigkeiten mit einer zusätzlichen Schauspielausbildung in den USA. Danach wirkte sie unter anderem bei den Musicals Cats (Hamburg), Grease (Berlin) und Chicago (München) mit. Kloss hat zwei Töchter, die 2007 und 2010 geboren wurden.

## Darstellerin
An der Seite von Atze Schröder spielte sie von 1999 bis 2007 in der RTL-Comedyserie Alles Atze dessen naive Freundin Sabine „Biene“ Dreher. Für die Darstellung dieser Figur wurde sie 2003 in der Kategorie Beste Schauspielerin in einer Comedyserie für den Deutschen Fernsehpreis und für den Deutschen Comedypreis nominiert. Vor dem Dreh der Serie hatte sie auch einige Gastauftritte in der Talkshow-Parodie T.V. Kaiser.
Daneben sah man Kloss auch in den ARD-Serien Happy Birthday (1996–1998), Die Schule am See (1997) und Die Nesthocker – Familie zu verschenken (2000). Außerdem spielte sie 2004 in einem Tatort mit Ulrike Folkerts. Von 2006 bis 2009 stand Kloss in der Hauptrolle Cora Hübsch in Mondscheintarif auf Theaterbühnen in Düsseldorf, Köln, Berlin und weiteren deutschen Städten. 2011 fand ihre erste Zusammenarbeit mit Regisseur Dieter Wedel statt. Bei den Nibelungenfestspielen in Worms verkörperte sie Gräfin Wilhelmine von Grävenitz in dem Stück Die Geschichte des Joseph Süß Oppenheimer – genannt Jud Süß und Das Vermögen des Herrn Süß. 2019 war sie als Zoe in dem Musical The Band zu sehen. The Band, geschrieben von Tim Firth und mit der Musik von Take That, hatte am 11. April 2019 Premiere im Berliner Stage Theater des Westens.
Am 5. Juli 2015 wurde sie zur Gewinnerin der 33. Folge von Promi Shopping Queen gewählt.